# Charles de Bourbon, duc de Vendôme
Charles de Bourbon (* 2. Juni 1489 in Vendôme; † 25. März 1537 in Amiens) war seit 1495 Graf von Vendôme, Soissons, Marle und Enghien sowie Baron von Condé-en-Brie, Montoire, Lavardin, Mondoubleau und Épernon.

## Herkunft
Charles war der älteste Sohn und Haupterbe von François de Bourbon und dessen Ehefrau Marie de Luxembourg († 1547), Tochter Pierres II. de Luxembourg. Über seinen Vater entstammte er dem jüngeren Zweig des Hauses Bourbon, das von königlich-kapetingischer Herkunft war, abstammend von König Ludwig IX. dem Heiligen. Seine Mutter entstammte dem französischen Zweig des ehemaligen Kaiserhauses der Luxemburger.

## Leben
Charles nahm an den Italienkriegen gegen die Habsburger teil und wurde 1507 von König Ludwig XII. mit der Statthalterschaft über Genua betraut. Am 14. Mai 1509 kämpfte er, nachdem er zum Ritter geschlagen worden war, in der Schlacht von Agnadello gegen Venedig und nahm anschließend an der Einnahme von Cremona und Padua teil. Im Januar 1515 wurde ihm vom neuen König Franz I. der erbliche Herzogstitel verbunden mit der Pairswürde für Vendôme verliehen. Im September desselben Jahres kämpfte Charles in der Schlacht bei Marignano, in deren Folge Frankreich das Herzogtum Mailand einnehmen konnte. 1518 übernahm er die Regierung der Picardie.
1523 konnte Charles persönlichen Profit aus dem Zerwürfnis des Königs mit dem Herzog Charles III. de Bourbon-Montpensier schlagen. Dieser war das Oberhaupt des älteren Zweiges der Bourbonen und stand somit dem Thron nach dem Königshaus Valois am nächsten. Durch den Verrat des Herzogs von Bourbon rückte nun aber Charles auf die Position eines ersten Prinzen von Geblüt, ein Umstand, der für seinen Enkelsohn Henri de Bourbon später von Bedeutung war.
Nachdem der König in der Schlacht bei Pavia 1525 in die Gefangenschaft des Kaisers Karl V. gefallen war, war Charles Mitglied des regierenden Rats. 1536 entsetzte er erfolgreich das vom Kaiser belagerte Péronne, das von Catherine de Poix (Marie Fouré) verteidigt wurde. Kurz darauf starb er nach einer Fiebererkrankung am Ostersonntag in Amiens. Bestattet wurde der Herzog in der Stiftskirche Saint-Georges in Vendôme.

## Ehe und Nachkommen
Charles heiratete am 18. Mai 1513 in Châteaudun Françoise d’Alençon. Sie war eine Tochter des Herzogs René d’Alençon und damit Angehörige einer Nebenlinie des französischen Königshauses Valois. Von ihrem Vater erhielt sie die Vizegrafschaft Beaumont-au-Maine als Mitgift, die 1543 zum Herzogtum aufgewertet wurde. Nach dem erbenlosen Tod ihres älteren Bruders, Herzog Karl IV., wäre Françoise die rechtmäßige Erbin dessen umfangreichen Besitzes geworden. Der wurde ihr allerdings von König Franz I. vorenthalten, weil dieser ihren Bruder mitverantwortlich für die schwere Niederlage bei Pavia machte. Stattdessen wurde das Alençon-Erbe an die Witwe des Herzogs und Schwester des Königs, Margarete von Navarra, übertragen. Durch die Heirat Antoines de Bourbon mit Jeanne d’Albret, der Tochter Margarethes aus zweiter Ehe, sollte dieser Erbstreit entschärft werden. Françoise starb am 14. September 1550 in La Flèche.
Die Kinder des Paares waren:
- Louis de Bourbon (* 23. September 1514; † 7. April 1516), Graf von Marle
- Marie de Bourbon (* 29. Oktober 1515; † 28. September 1538)
- Marguerite de Bourbon (* 26. Oktober 1516; † 20. Oktober 1559 in Angillon), ⚭ 19. Januar 1538 im Louvre François I. de Clèves, Herzog von Nevers
- Antoine (* 22. April 1518; † 17. November 1562), Herzog von Vendôme, ab 1555 König von Navarra
- François (* 23. September 1519; † 23. Februar 1546), Graf von Enghien
- Madeleine de Bourbon (* 3. Februar 1521; † um 1561), Äbtissin von Notre Dame la Grande in Poitiers
- Louis de Bourbon (* 3. Mai 1522; † 25. Juni 1525)
- Charles (* 22. Dezember 1523; † 9. Mai 1590), Cardinal de Bourbon, Erzbischof von Rouen, als „Karl X.“ zeitweise Thronprätendent der Katholischen Liga
- Catherine de Bourbon (* 18. September 1525; † 27. April 1594 in Paris), Äbtissin von Notre Dame in Soissons
- Renée de Bourbon (* 6. Februar 1527; † 9. Februar 1583), Äbtissin von Chelles
- Jean (* 6. Juli 1528; † gefallen am 10. August 1557 in der Schlacht von Saint-Quentin), Graf von Enghien und Estouteville, Graf von Soissons
- Louis (* 7. Mai 1530; † 13. März 1569), Fürst von Condé, Begründer des Hauses Bourbon-Condé
- Eleonore de Bourbon (* 18. Januar 1532; † 26. März 1611), Äbtissin von Fontevrault